# Gravina di Picciano
A Gravina di Picciano egy folyó Olaszország Puglia régiójában. Az azonos nevű szurdokvölgyben (olasz nyelven gravina) folyik, mely átlagosan 200 m mély és 500 m széles. A folyó Matera városa mellett ered, átszeli a Puglia és Basilicata régiók között fekvő karsztfennsíkot és a Tarantói-öbölbe torkollik.